# SeAZ
OAO SeAZ ((ru) Серпуховский автомобильный завод - «СеАЗ») - (Serpoukhovskiy Avtomobilniy Zavod = Usine d'automobiles de Serpoukhov) est une société russe de construction d'automobiles.

## Histoire
La société fut fondée le 7 juillet 1939 lorsque le commissaire du peuple à l'industrie générale d’ingénierie prit un ordre relatif à la production de motos de petite capacité. L'usine fut implantée à Serpoukhov dans la région de Moscou.
Entre 1939 et 1995, l'usine produisit des versions modifiées de modèles de motocyclettes et de voitures. Elle a été entièrement reconstruite dans les années 1986-1988 afin de faire face à ses nouvelles missions. En 1989, elle a été rattachée au groupe VAZ qui l'a renommée, mi-1995, « Serpukhovsky Avtomobilny Zavod » (SeAZ) puis transformée en société anonyme. Depuis 1995, la société s'est spécialisée dans la construction du modèle Oka qu'elle avait conçu dans les années 1980.
La société OAO « SeAZ » a été acquise, en 2005, par le groupe industriel ukrainien Avtokom.
De nos jours, l'usine de Serpoukhov est la plus grande usine dans la région de Moscou.

## Modèles
De 1939 à 1995, la société produisit diverses micro-voitures équipées de moteurs de motocyclettes. Elle a conçu la Oka qu'elle produit depuis 1988.

### Anciens modèles
- SZD
- SZA-M

### Modèles actuels
- Oka (1988-)

## Galerie

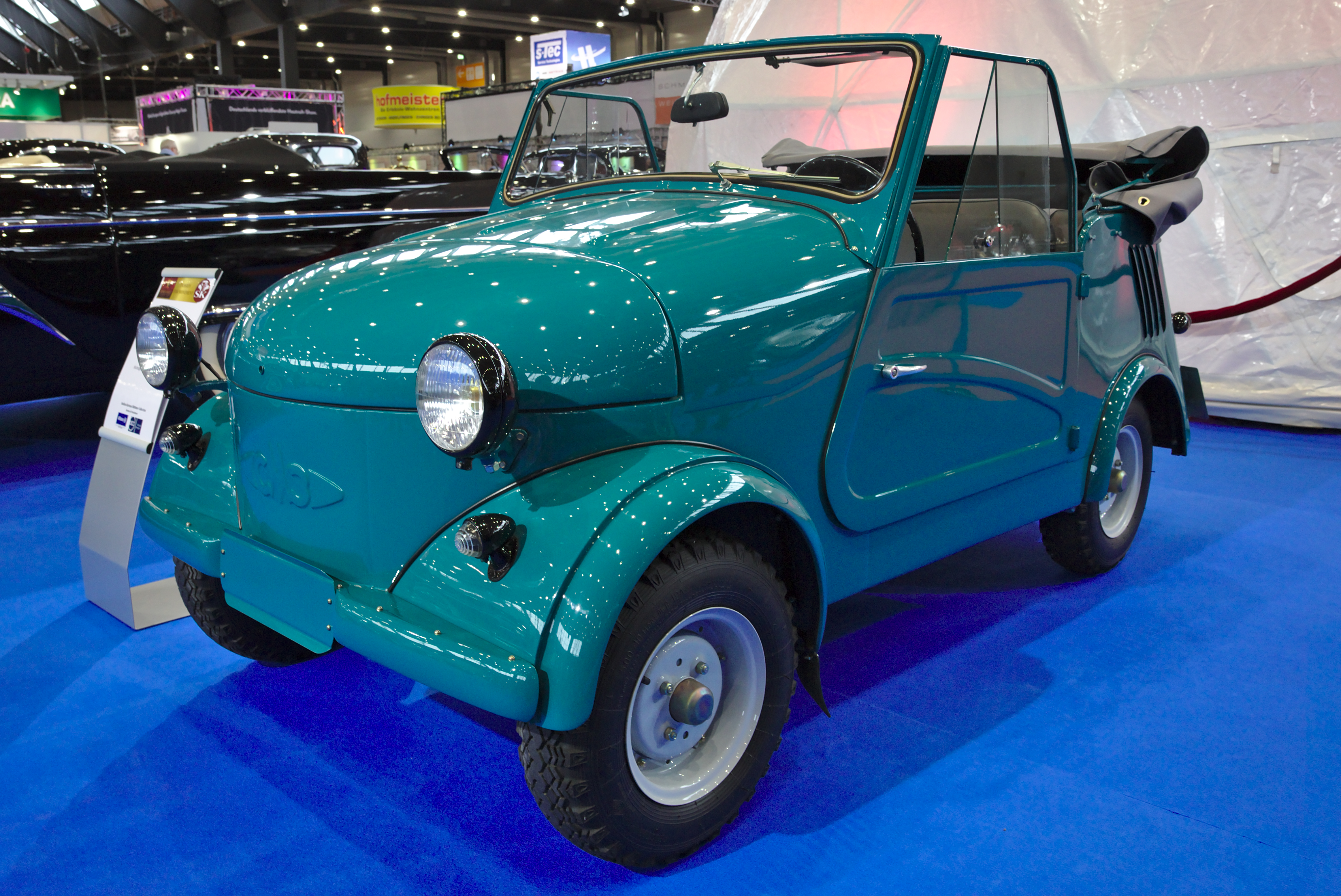
SZA-M (1969).
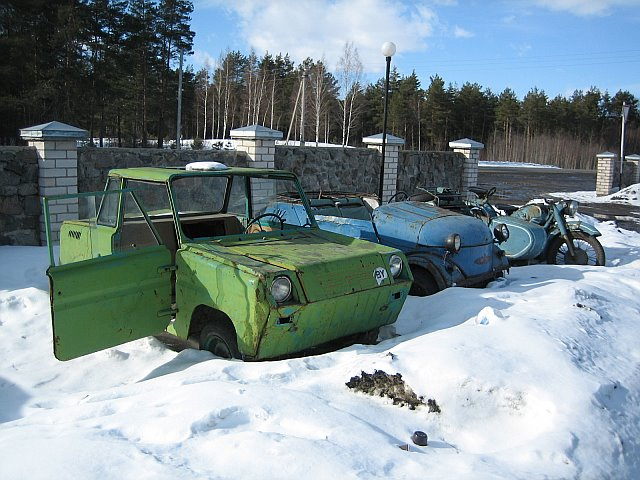
SZD (verte) et SZA bleue).
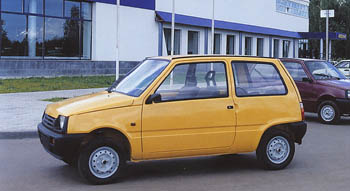
Oka